# Ramparda
Ramparda fou un estat tributari protegit a l'agència de Kathiawar, prant de Jhalawar, presidència de Bombai, format per un sol poble amb dos propietaris-tributaris separats. La superfície era de 13 km² i la població el 1881 de 423 habitants. Els ingressos s'estimaven en 103 lliures i pagava un tribut de 710 rupies al govern britànic.